# 48529 von Wrangel
48529 von Wrangel este o planetă minoră (asteroid), cu un diametru de 9,936 km, din centura de asteroizi. A fost descoperită pe 20 iulie 1993 la Observatorul European Austral de Eric Walter Elst. 
Obiectul prezintă o orbită caracterizată de o semiaxă mare de 3,9775810609588 UAi, o excentricitate de 0,23, o înclinație de 2,2 ° în raport cu ecliptica.